# تونيزافيا
تونيزافيا (بالفرنسية: Tunisavia) واسمها الكامل هو الشركة التونسية للنقل والخدمات الجوية، هي شركة طيران عارض وخاص تونسية، أسست سنة 1974. يقع مقرها في مطار تونس قرطاج الدولي في تونس العاصمة.

## المهام
تقوم الشركة بخمسة مهام:
- الدعم الجوي للشركات النفطية،
- الخدمات الجوية،
- النقل الجوي الطبي،
- النقل الجوي للأعمال،
- المساعدة داخل المطارات.

## الأسطول

### حاليا
الطائرات:
| الطائرة                                | العدد | المقاعد         | ملاحظات                                                                          |
| -------------------------------------- | ----- | --------------- | -------------------------------------------------------------------------------- |
| دي هافيلاند كندا دي إتش سي 6 توين أوتر | 2     | 19 مقعد         | صفحة المعلومات مع الصور.                                                         |
| بومباردييه تشالنجر 600                 | 1     | بين 8 و10 مقاعد | مملوكة لشركة الطيران الجديد تونس، لكن تديرها تونيزافيا. صفحة المعلومات مع الصور. |

المروحيات:
| الطائرة      | العدد | المقاعد | ملاحظات                  |
| ------------ | ----- | ------- | ------------------------ |
| دوفين 365 N  | 1     | 11      | صفحة المعلومات مع الصور. |
| دوفين 365 N3 | 4     | 11      | صفحة المعلومات مع الصور. |

### سابقا
| الطائرة               | العدد | المقاعد | ملاحظات |
| --------------------- | ----- | ------- | ------- |
| سيسنا سايتيشن الثانية | 1     |         |         |
| داسو فالكون 100       | 1     |         |         |
| داسو فالكون 50        | 1     |         |         |

## مقالات ذات صلة
- قائمة شركات طيران في تونس

## روابط خارجية
الموقع الرسمي للشركة التونسية للنقل والخدمات الجوية.